# Агаєв Назім Асафович
 Назі́м Аса́фович Ага́єв (нар. 1964) — директор Департаменту соціальної та гуманітарної політики Міністерства оборони України (з 2020), полковник запасу Збройних сил України.

## З життєпису
У вересні 2013 року наказом директора Департаменту соціальної та гуманітарної політики Міністерства оборони України Юрія Баскакова без проведення конкурсу призначений на посаду начальника Науково-дослідного центру гуманітарних проблем Збройних Сил України.
З травня 2020 року — директор Департаменту соціальної та гуманітарної політики Міністерства оборони України.

## Родина
Син Ельхан — заступник командира батальйону Президентського полку з морально-психологічного забезпечення. Дочка Аліса — психолог у Київському обласному військовому комісаріаті.

## Нагороди та вшанування
- Указом Президента України № 878/2019 від 4 грудня 2019 року за «особисті заслуги у зміцненні обороноздатності Української держави, мужність і самовіддані дії, виявлені у захисті державного суверенітету та територіальної цілісності України, зразкове виконання військового обов'язку» нагороджений орденом Данила Галицького[4].
- Указом Президента України № 538/2016 від 2 грудня 2016 року за «особистий внесок у зміцнення обороноздатності Української держави, мужність, самовідданість і високий професіоналізм, виявлені під час виконання військового обов'язку, та з нагоди Дня Збройних Сил України» нагороджений медаллю «За військову службу Україні»[5].